# 金子哲俊
金子 哲俊（かねこ のりとし、1972年3月21日 - ）は、北海道テレビ放送の社員、元アナウンサー。牡羊座。O型。アナウンサー時には「金子 のりとし」という名で活動していた時期もあった。

## 来歴
1972年3月21日、北海道根室市で生まれる。北海道釧路湖陵高等学校、小樽商科大学を卒業後、1996年4月にHTBに入社。アナウンサーを担当後、他部署に異動。2014年1月からHTBの総務部副部長、2015年6月から総務局総務部部長、2017年9月からCSR広報室部長 兼 総務局ワークライフバランス・ダイバーシティ推進部を務め、2020年3月現在、営業局 イベント事業部チーフマネージャーである。

## 人物
- 『水曜どうでしょう』には度々出演している。
  - 1998年、「シェフ大泉 車内でクリスマス・パーティー」では大泉洋が作ったエビチリをおみまいされ、初めは「オリジナルですねぇ」と述べるが、その後、辛さにむせ、涙目になった。また、大泉・鈴井貴之・安田顕が『発信!生スタ 早起きクマさん』に出演した際には、坊主頭を掴んで噛みつかれ、撫で回された。
  - 1999年、司会を務めていた『情報ワイド 早起きDon!Don!』内にHTB本社前から大泉と鈴井貴之がゲスト出演。この模様は「30時間テレビの裏側全部見せます!」内でも放送された。
  - 「onちゃんカレンダー」ではアシスタントとして大泉の撮影を手伝った。なお、撮影に関する全ての機材は金子の私物であり、撮影で使用された超望遠レンズ（バズーカ）も金子が貸与した。
  - 2020年、YouTubeでの、DVD＆Blu-ray「水曜どうでしょう ザ・ベスト（偶数）」の宣伝動画[4]に吉田みどりと共に出演した。

## 出演番組
- 発信!生スタ 早起きクマさん
- 情報ワイド 早起きDon!Don!
- 週刊Nanだ！Canだ！
- 情報ワイド 夕方Don!Don!(企画レポーター、ディレクター(企画・天気予報等の担当)兼務)
- 水曜どうでしょう